# Turkmenische Beachhandball-Nationalmannschaft der Frauen
Die turkmenische Beachhandball-Nationalmannschaft der Frauen repräsentiert die Handball Federation of Turkmenistan als Auswahlmannschaft auf internationaler Ebene bei Länderspielen im Beachhandball gegen Mannschaften anderer nationaler Verbände.
Eine Nationalmannschaft der Juniorinnen als Unterbau wurde bislang ebenso wenig, wie mit der Turkmenischen Beachhandball-Nationalmannschaft der Männer ein männliches Pendant, aufgestellt.

## Geschichte
Turkmenistan ist bislang das einzige Land Zentralasiens, das eine weibliche Beachhandball-Nationalmannschaft aufgestellt hat. In der ersten Hälfte der 2010er Jahre nahm die Mannschaft mehrfach an kontinentalen Turnieren teil. Bei den Asian Beach Games 2012 wurde die Mannschaft Sechste, 2014 Achte, und platzierte sich damit immer im mittleren hinteren Bereich der Platzierungen. Bislang zum letzten Mal trat die Mannschaft international bei den in Asien weniger gut als die Multisport-Veranstaltungen besuchten Asienmeisterschaften 2015 an, wo das Team den fünften und damit letzten Platz belegte.
Turkmenistan ist neben Guatemala, Österreich und der Slowakei das einzige Land, das bislang nur eine A-Nationalmannschaft der Frauen, aber noch nie eine A-Nationalmannschaft der Männer aufgestellt hat.

## Trainer
Cheftrainer
- 2012: Pavel Perevoruha

## Teilnahmen
| World Games - 2001: nicht eingeladen - 2005: nicht eingeladen - 2009: nicht eingeladen - 2013: keine Teilnahme - 2017: keine Teilnahme - 2022: keine Teilnahme World Beach Games - 2019: nicht qualifiziert - 2023: nicht qualifiziert | Weltmeisterschaften - 2001: keine Teilnahme - 2004: keine Teilnahme - 2006: keine Teilnahme - 2008: keine Teilnahme - 2010: keine Teilnahme - 2012: keine Teilnahme - 2014: keine Teilnahme - 2016: keine Teilnahme - 2018: keine Teilnahme - 2020: keine Teilnahme - 2022: keine Teilnahme | Asienmeisterschaften - 2004: keine Teilnahme - 2013: keine Teilnahme - 2015: 5. - 2017: keine Teilnahme - 2019: keine Teilnahme - 2022: keine Teilnahme - 2023: keine Teilnahme | Asian Beach Games - 2008: keine Teilnahme - 2010: keine Teilnahme - 2012: 6. - 2014: 8. - 2016: keine Teilnahme - 2023: |

- ABG 2012: Oguldurdy Annaorazova • Zarina Chariyeva • Jennet Doranova • Nargiza Dovletova • Albina Geldiyeva • Ogulbahar Halilova • Jennet Hanova • Darya Jandarova • Jennet Rahimova[2]

- ABG 2014: Aziza Bazarova • Dilyara Dzhafarova • Albina Geldiyeva • Jennet Hanova • Katerina Kuzmina • Aynabat Mammedova • Zarina Pinova • Jennet Rahimova • Darya Zhandarova[3]

- AM 2015: Kader derzeit nicht bekannt